# Rueyres-les-Prés

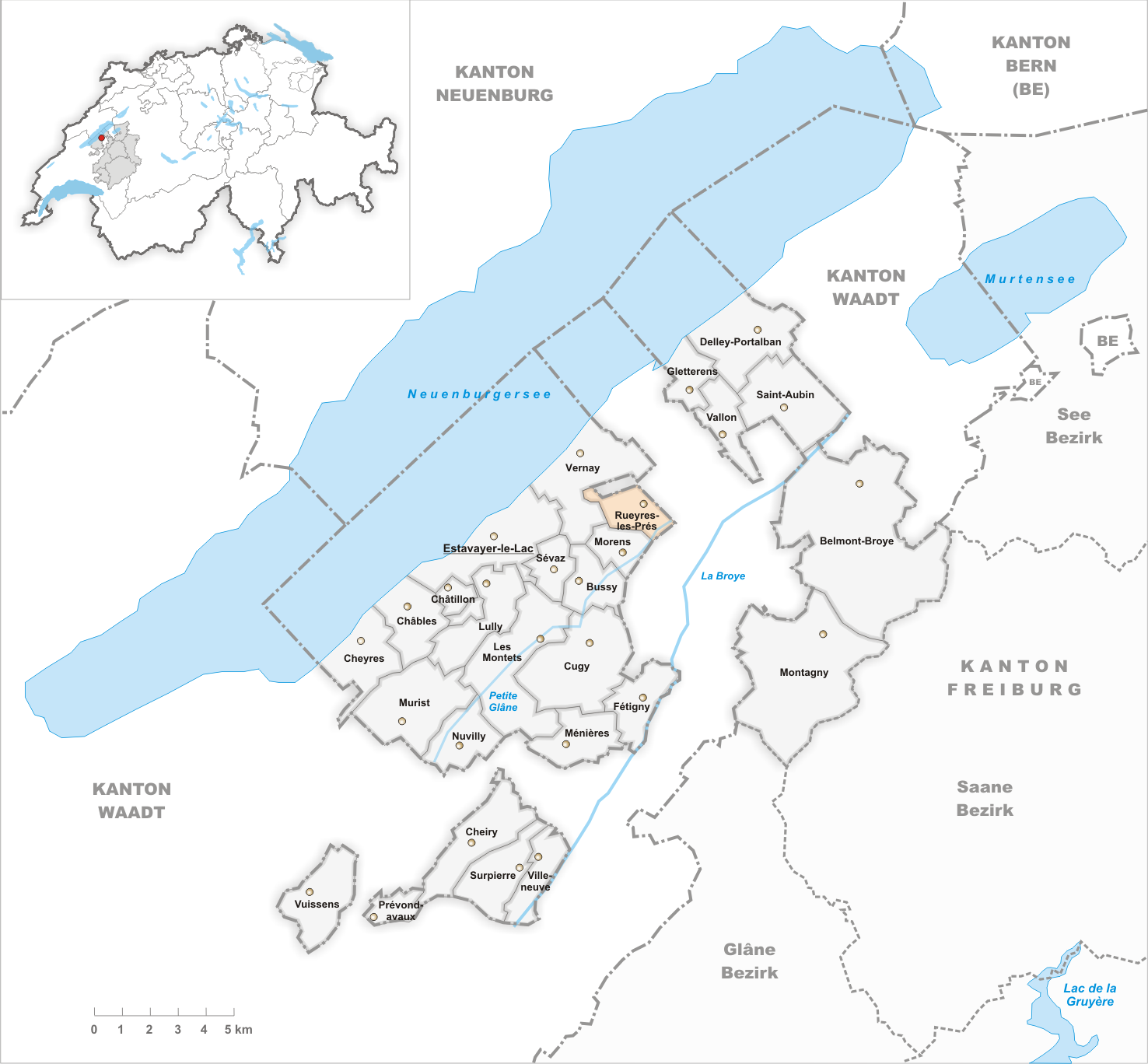
Gemeindestand vor der Fusion am 1. Januar 2017

Rueyres-les-Prés (Freiburger Patois Ruêre-lè-Prâⓘ) war bis zum 31. Dezember 2016 eine politische Gemeinde im Distrikt Broye des Kantons Freiburg in der Schweiz. Am. 1. Januar 2017 fusionierte Rueyres-les-Prés mit den ehemaligen Gemeinden Bussy, Estavayer-le-Lac, Morens, Murist, Vernay und Vuissens zur neuen Gemeinde Estavayer.

## Geographie
Rueyres-les-Prés liegt auf 472 m ü. M., viereinhalb Kilometer nordnordwestlich von Payerne (Luftlinie) in der freiburgischen Exklave Estavayer-le-Lac. Das Haufendorf erstreckt sich an aussichtsreicher Lage auf dem leicht nach Süden geneigten Hang nördlich der Broyeebene, im nordwestlichen Freiburger Mittelland.
Die Fläche des 3,2 km² grossen Gemeindegebiets umfasst einen Abschnitt des Höhenrückens, der den Neuenburgersee von der Broyeebene trennt. Im Südosten hat Rueyres-les-Prés einen kleinen Anteil an der Broyeebene im Bereich des kanalisierten Flusslaufs der Petite Glâne. Von hier erstreckt sich der Gemeindeboden nordwärts auf den breiten Höhenrücken bis an den Rand des Waldes Moraye. Auf dem Plateau von Montbrelloz wird mit 505 m ü. M. der höchste Punkt von Rueyres-les-Prés erreicht. Von der Gemeindefläche entfielen 1997 13 % auf Siedlungen, 2 % auf Wald und Gehölze, 84 % auf Landwirtschaft, und etwas weniger als 1 % war unproduktives Land.
Zu Rueyres-les-Prés gehören einige Einzelhöfe. Nachbargemeinden von Rueyres-les-Prés sind Morens und Vernay im Kanton Freiburg sowie Grandcour und Payerne im Kanton Waadt.

## Bevölkerung
Mit 474 Einwohnern (Stand 31. Dezember 2016) gehörte Rueyres-les-Prés zu den kleinen Gemeinden des Kantons Freiburg. Von den Bewohnern sind 98,3 % französischsprachig, 1,3 % deutschsprachig, und 0,4 % sprechen Portugiesisch (Stand 2000). Die Bevölkerungszahl von Rueyres-les-Prés belief sich 1900 auf 215 Einwohner. Im Verlauf des 20. Jahrhunderts pendelte die Bevölkerungszahl im Bereich zwischen 180 und 220 Einwohnern. Erst in den letzten Jahren wurde ein Bevölkerungswachstum verzeichnet. Vom Jahr 2000 (235 Einwohner) verdoppelte sich die Einwohnerzahl innert 16 Jahren auf 474 Personen im Jahr 2016.
Einwohnerzahlen: Volkszählungsdaten

## Wirtschaft
Rueyres-les-Prés war bis in die zweite Hälfte des 20. Jahrhunderts ein vorwiegend durch die Landwirtschaft geprägtes Dorf. Noch heute haben der Ackerbau, der Obstbau und die Viehzucht einen wichtigen Stellenwert in der Erwerbsstruktur der Bevölkerung. Einige weitere Arbeitsplätze sind im lokalen Kleingewerbe und im Dienstleistungssektor vorhanden. Südlich von Rueyres-les-Prés (teilweise auf Gemeindegebiet) befinden sich die Pistenanlagen des Militärflugplatzes Payerne. In den letzten Jahrzehnten hat sich das Dorf dank seiner attraktiven Lage auch zu einer Wohngemeinde entwickelt. Viele Erwerbstätige sind deshalb Wegpendler, die hauptsächlich in den Regionen Estavayer-le-Lac und Payerne arbeiten.

## Verkehr
Die Gemeinde ist verkehrsmässig recht gut erschlossen, obwohl sie abseits der grösseren Durchgangsstrassen an einer Verbindungsstrasse von Payerne nach Forel liegt. Der nächste Anschluss an die Autobahn A1 (Lausanne-Bern), die im Jahr 2001 eröffnet wurde, befindet sich rund 6 km vom Ortskern entfernt. Durch eine Postautolinie zwischen Payerne und Chevroux sowie durch eine Buslinie der Transports publics Fribourgeois, die von Estavayer-le-Lac aus nach Gletterens verkehrt, ist Rueyres-les-Prés an das Netz des öffentlichen Verkehrs angebunden.

## Geschichte
Das Dorf hiess im 12. Jahrhundert vermutlich Rivorium, im 13. Jahrhundert Rivoria und im 14. Jahrhundert Ruery. Urkundlich belegt sind erst die Namen Rueria (1437) und Ruere (1453). Der Ortsname leitet sich vom lateinischen Wort roboretum (Eichenhain) ab.
Seit dem Mittelalter unterstand Rueyres-les-Prés der Herrschaft Estavayer. Das Dorf kam an die Herren von Ligerz, nach 1487 an die Familie de Pontherose und am Ende des 17. Jahrhunderts an die Patrizierfamilie von Diesbach, die es 1772 an die Stadt Freiburg verkaufte. Nachdem Bern 1536 das Waadtland erobert hatte, kam das Dorf unter die Herrschaft von Freiburg und wurde der Vogtei Estavayer zugeteilt. Nach dem Zusammenbruch des Ancien Régime (1798) gehörte Rueyres-les-Prés während der Helvetik und der darauffolgenden Zeit zum Bezirk Estavayer, bevor es 1848 in den Bezirk Broye eingegliedert wurde.

## Sehenswürdigkeiten
Die Pfarrkirche Saint-Loup geht im Kern auf die Mitte des 14. Jahrhunderts zurück; 1847 wurde die Kirche umfassend restauriert. Im Ortskern sind einige stattliche Bauernhäuser aus dem 17. bis 19. Jahrhundert erhalten.